# ポール・A・パーテイン
ポール・A・パーテイン（Paul A. Partain,  1946年11月22日 - 2005年1月28日）は、アメリカ合衆国の俳優である。

## 来歴
1946年、テキサス州オースティンに生まれる。ベトナム戦争が解散された際にはアメリカ軍へ従軍して出兵。退役後は地元テキサス州へ戻り、日中は製造工場、夜はディナーショーで働いていた。1974年にシドニー・ルメット監督の『Lovin' Molly』にノークレジットながら映画デビューを果たす。同年に出演したトビー・フーパー監督のホラー映画『悪魔のいけにえ』へ出演し、映画は大ヒットを記録。パーテインは、ヒロインの車椅子生活を余儀なくされた兄のフランクリンを演じている。1994年に製作された第4作目のレネー・ゼルウィガー、マシュー・マコノヒー主演の『悪魔のいけにえ/レジェンド・オブ・レザーフェイス』では、別役でカメオ出演した。1975年にはピーター・フォンダ主演でカルト教団を題材にしたホラー映画『悪魔の追跡』へもクレジットされている。

### 死去
2005年1月28日に故郷であるテキサス州オースティンで癌のため死去。58歳だった。

## 出演作品

### 映画
- Lovin' Molly (1974)
- 悪魔のいけにえ The Texas Chain Saw Massacre (1974)
- 悪魔の追跡 Race with the Devil (1975)
- ローリング・サンダー Rolling Thunder (1977)
- 悪魔のいけにえ/レジェンド・オブ・レザーフェイス The Return of the Texas Chainsaw Massacre (1994)
- Burying Lana (1977)
- ライフ・オブ・デビッド・ゲイル The Life of David Gale (2003)